# Andreas Tobias

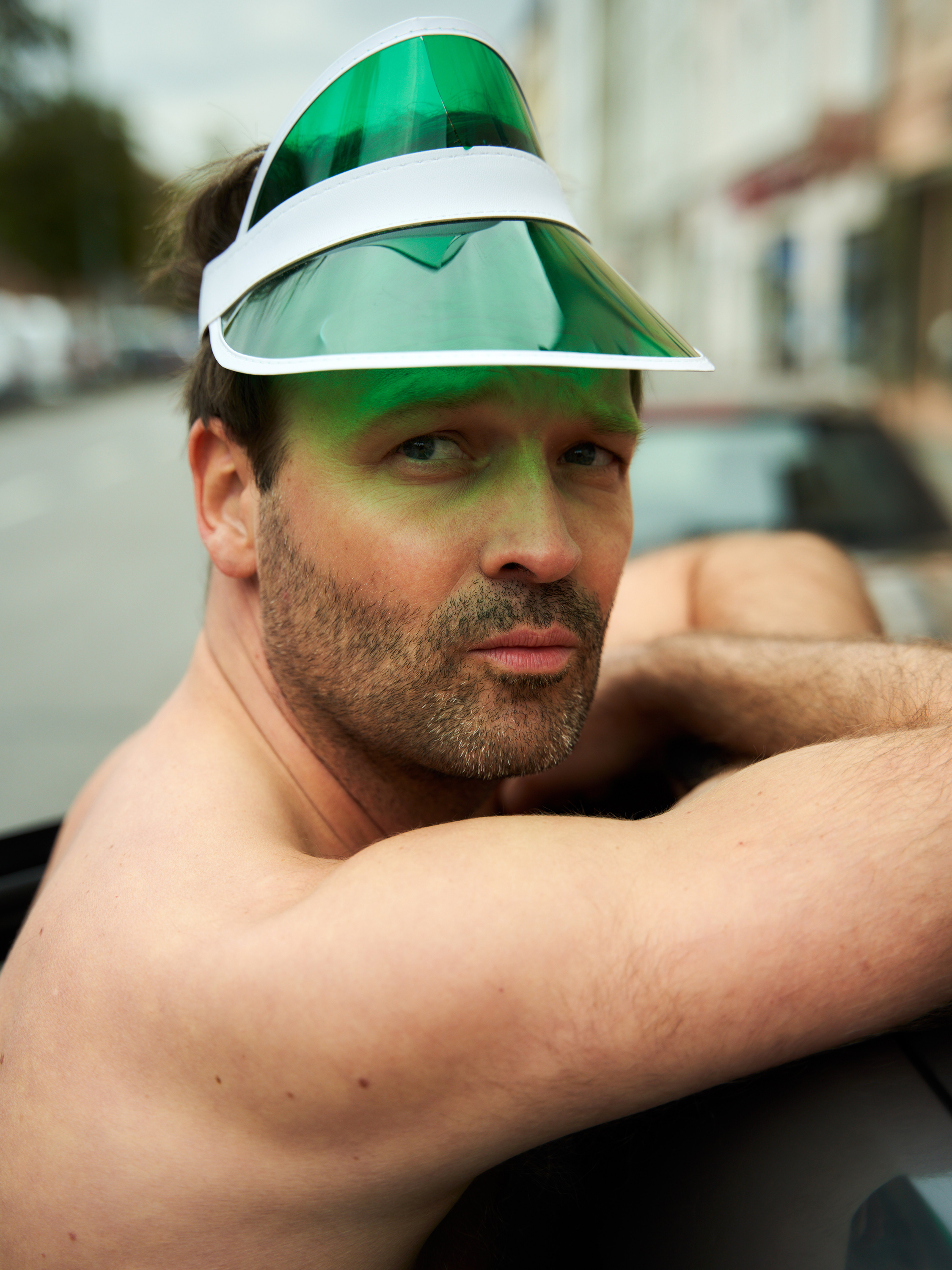
Andreas Tobias, 2020

Andreas Tobias (* 6. Dezember 1984 in Garmisch-Partenkirchen) ist ein deutscher Künstler, Fotograf, Schauspieler und Sprecher.

## Leben
Sein Theaterdebüt hatte Tobias mit elf Jahren auf der Bühne des Kurtheaters Garmisch. Noch in der Schulzeit gründete er eine Theatergruppe und inszenierte u. a. Die Nashörner und Die kahle Sängerin von Ionesco. Ab 2001 spielte er kleine Fernsehrollen im Bayerischen Fernsehen. Nachdem er sich mit einem Job als Kartenabreißer im Kino Schauspielstunden finanziert hatte, drehte er an der Seite von Alexandra Maria Lara, Michael Degen und Meret Becker den ARD-Dreiteiler Der Wunschbaum. Darauf folgten weitere Fernsehproduktionen. Für eine Hauptrolle in der ZDF-Serie Die Albertis zog er nach Hamburg, wo er 2005 sein Abitur machte. Im selben Jahr spielte er den Melchior in Wedekinds Frühlings Erwachen am Deutschen Schauspielhaus. Es folgten weitere Stücke am Haus. In der Theaterfabrik Hamburg war er 2006 in Mark Ravenhills Shoppen und Ficken zu sehen. Von der Spielzeit 2006 bis zum Jahr 2009 war er Ensemble-Mitglied am Münchner Volkstheater.
Nachdem er die Dreharbeiten zum Film Nanga Parbat, in dem er den 1970 am Nanga Parbat verunglückten Günther Messner spielte, abgeschlossen hatte, nahm er sich nach zehn Jahren im Schauspielberuf eine Auszeit und siedelte nach Brüssel über, um ein Französischstudium aufzunehmen. 2011 knüpfte er mit der Theaterproduktion Ein Volksfeind am Schauspielhaus Basel wieder an die Arbeit als Schauspieler an.
Neben der Schauspielerei rückten die Themen Lichtkunst und Fotografie immer mehr in seinen Fokus. 2011 hatte Andreas Tobias seine erste Ausstellung mit dem Titel „Vorsicht Zerbrechlich“ in München, in der eine Reihe von Lichtobjekten gezeigt wurde. Im Mai 2013 fand seine erste Einzelausstellung mit Fotografien in Berlin statt.
Andreas Tobias betreibt ein Fotostudio in Berlin-Kreuzberg.

## Filmografie (Auswahl)
- 2002: Gewalt (Kurzfilm)
- 2003: Das Traumhotel – Sterne über Thailand (Fernsehreihe)
- 2003: Die Albertis (Fernsehfilm)
- 2004: Der Wunschbaum (Fernsehfilm)
- 2004: Ein Fall für zwei (Fernsehserie)
- 2004–2005: Die Albertis (Fernsehserie)
- 2006: Der Ferienarzt – im Tessin (Fernsehserie)
- 2006: König der Herzen (Fernsehfilm)
- 2007: Notruf Hafenkante – Väter und Söhne (Fernsehserie)
- 2007: The Other Possibility (Kinofilm)
- 2007: Alarm für Cobra 11 – Die Autobahnpolizei (Fernsehserie)
- 2008: Der Baader Meinhof Komplex (Kinofilm)
- 2009: Munich Bohème (Kurzfilm)
- 2010: Nanga Parbat (Kinofilm)
- 2011: Nahende Ferne (Kurzfilm)
- 2012: Bumpy Night (Kurzfilm)
- 2014: München 7 (Fernsehserie)
- 2014: Um Himmels Willen (Fernsehserie)
- 2019–2021: Racko – Ein Hund für alle Fälle (Fernsehserie)
- 2021: Mein Sohn
- 2023: Tatort: Was ihr nicht seht

## Bühne (Auswahl)
- 2012: Die Familie Schroffenstein, Regie: Johannes von Matuschka
- 2011: Ein Volksfeind, Regie: Simon Solberg am Theater Basel
- 2009: Alice im Wunderland, Regie: Bettina Bruinier am Münchner Volkstheater
- 2008: Lilly Link oder Schwere Zeiten für die Rev ..., Regie: Philipp Jescheck am Münchner Volkstheater
- 2008: Faust, Regie: Simon Solberg am Münchner Volkstheater
- 2008: Michael Kohlhaas, Regie: Hanna Rudolph am Münchner Volkstheater
- 2008: Peer Gynt, Regie: Christian Stückl am Münchner Volkstheater
- 2007: Schilf (Uraufführung), Rolle: Oskar, Regie: Bettina Bruinier am Münchner Volkstheater
- 2007: Don Karlos, Regie: Christian Stückl am Münchner Volkstheater
- 2007: Das Fest, Rolle: Michael, Regie: Jorinde Dröse am Münchner Volkstheater
- 2007: Baal, Regie: Hans Neuenfels am Münchner Volkstheater
- 2006: Woyzeck, Regie: Christian Stückl am Münchner Volkstheater
- 2006: Shoppen und Ficken, Rolle: Mark, Regie: Nils Daniel Finckh in der Theaterfabrik Hamburg
- 2006: Andorra, Regie: Tina Lanik am Deutschen Schauspielhaus
- 2005: Die Übersetzung des Herzens, Rolle: Cakoto, Regie: Michael Müller am Deutschen Schauspielhaus
- 2005: Frühlings Erwachen, Rolle: Melchior, Regie: Nils Daniel Finckh am Deutschen Schauspielhaus

## Hörspiele
- 2005: Enda Walsh: Chatroom, Rolle: Jack, Regie: Alexander Schumacher, Nils Daniel Finckh
- 2010: Chester Himes: Die wahrhaft coolen Killer, nach einem Roman, Regie: Martin Heindel
- 2014: Christoph Güsken: Quotenkiller – Regie: Klaus-Michael Klingsporn (DRKultur)
- 2016: Martin Heindel: Die Fabrik – Regie: Martin Heindel (WDR)

## Ausstellungen/Werke
- ab 2010: Schiller Agonie, Kurzfilmreihe
- 2011: Vorsicht Zerbrechlich, Schau einer Reihe von Lichtobjekten, München
- 2013: Doch-Orte, Ausstellung von Fotografien, Berlin
- 2013: Ich höre was, was du nicht denkst, Facebook-Projekt zum Thema Überwachung
- 2017: Syartas Reise – Menschen im Kirchenasyl, Ausstellung und Fotobuch in der Edition Chrismon.
- 2022: The Island, Ausstellung und Fotobuch